# Sid Meier
Sid Meier (Sarnia, Ontario, 24 de febrer de 1954) és un important programador i dissenyador, autor d'alguns dels videojocs amb més èxit i aclamats per la crítica de tots els temps. Meier és considerat al dia d'avui com un dels grans genis de la indústria dels videojocs. Feliçment casat amb fills, Meier viu actualment a Hunt Valley, Maryland.
Sid Meier va fundar MicroProse juntament amb Bill Stealey el 1982. Va ser a MicroProse on Meier va desenvolupar la sèrie de jocs per la qual és més àmpliament conegut, Civilization. La saga Civilization és considerada per la crítica especialitzada com el màxim exponent pel que fa a jocs d'estratègia per torns (turn-based strategy games), i el mateix ha estat referit moltes vegades com el millor videojoc de la història. Meier va deixar MicroProse finalment i el 1996 va fundar Firaxis Games juntament amb el veterà de la indústria Jeff Briggs.

## Videojocs
Meier ha desenvolupat jocs durant tres dècades. Alguns dels títols més notables es mostren a continuació en ordre cronològic.
- Solo Flight (1984)
- F-15 Strike Eagle (1985) - Un dels primers simuladors de combat aeri.
- Silent Service (1985), un joc de simulació de submarins de la Segona Guerra Mundial.
- Pirates! (1987)
- F-19 Stealth Fighter (1988)
- Railroad Tycoon (1990)
- Civilization (1991), El joc amb més èxit i famós de Sid Meier fins ara. Es calcula que ha venut més de 5 milions de còpies entre totes les versions.
- Colonization (1994)
- Civilization II (1996)
- Sid Meier's Gettysburg! (1997)
- Alpha Centauri (1999),
- Civilization III (2001)
- SimGolf (2002), un projecte conjunt amb la companyia Maxis.
- Sid Meier's Pirates! (2004)
- Civilization IV (2005)
- Sid Meier's Railroads! (2006)
- CivCity: Rome (2006/2007)